# Moorbach (Werfener Bach)
Der Moorbach ist ein linker  Nebenfluss des Werfener Bachs im Nordosten des deutschen Bundeslandes Nordrhein-Westfalen. Das Gewässer gehört zum Flusssystem der Weser und entwässert einen kleinen Teil des Ravensberger Hügellandes.